# Feargal Sharkey
Seán Feargal Sharkey (Derry, 13 agosto 1958) è un cantante britannico.

## Carriera
Dal 1976 al 1983 ha fatto parte del gruppo pop punk The Undertones, che ha prodotto diversi brani di successo come Teenage Kicks (1978) e Jimmy Jimmy (1979).
Nel 1983 ha partecipato al progetto The Assembly creato da Vince Clarke e ha cantato nel singolo Never Never che raggiunge la posizione numero quattro nella classifica inglese.
Nel 1984 ha debuttato da solista col singolo Listen to Your Father, cantato insieme a Chas Smash (Madness).
Altri suoi brani di successo sono A Good Heart, scritto dall'allora diciannovenne Maria McKee, e You Little Thief, scritto da Benmont Tench.
Sempre nel 1985 ha pubblicato il suo primo ed eponimo album in studio.
Nel 1988 ha pubblicato il suo secondo disco, mentre dopo il terzo album, ha deciso di lasciare la carriera artistica per dedicarsi a quella di manager e produttore esecutivo musicale.

## Discografia solista
- Feargal Sharkey (1985)
- Wish (1988)
- Songs from the Mardi Gras (1991)